# Europa Cup (vrouwenhandbal) 1978/79
De European Champions Cup 1978/79 is de hoogste internationale club handbalcompetitie in Europa wat door de Internationale Handbalfederatie (IHF) organiseert.

## Deelnemers
| - Uilenspiegel: Kampioen van België - CSKA Sofia: Kampioen van Bulgarije - Frederiksberg IF: Kampioen van Denemarken - TuS Eintracht Minden: Kampioen van Duitsland - SC Leipzig: Kampioen van DDR - Neistin Tórshavn: Kampioen van Faeröer - Sjundeå IF: Kampioen van Finland - Paris Université Club: Kampioen van Frankrijk - Vasas Budapest: Kampioen van Hongarije - Maccabi Harazim Ramat Gan: Kampioen van Israël - SSV Forst Brixen: Kampioen van Italië | - Radnički Belgrado: Kampioen van Joegoslavië - Hellas: Kampioen van Nederland - IL Vestar: Kampioen van Noorwegen - Hypobank City-Center St.Pölten: Kampioen van Oostenrijk - Ruch Chorzów: Kampioen van Polen - Liceu de Oeiras: Kampioen van Portugal - Spartak Kyiv: Kampioen van de Sovjet-Unie - Atlético Madrid: Kampioen van Spanje - TJ Inter Bratislava: Kampioen van Tsjecho-Slowakije - Borlänge HK: Kampioen van Zweden |

## Eerste ronde
| Team 1                         | Score   | Team 2                    | 1     | 2     |
| ------------------------------ | ------- | ------------------------- | ----- | ----- |
| Atlético Madrid                | 33 – 18 | Liceu de Oeiras           | 14–09 | 19–09 |
| Paris Université Club          | 40 – 8  | Uilenspiegel              | 24–06 | 16–02 |
| SSV Forst Brixen               | 13 – 22 | Maccabi Harazim Ramat Gan | 06–10 | 07–12 |
| Hypobank City-Center St.Pölten | 25 – 32 | CSKA Sofia                | 11–16 | 14–16 |
| Sjundeå IF                     | 14 – 44 | Borlänge HK               | 08–20 | 06–24 |

## Achtste finale
| Team 1                    | Score   | Team 2                | 1     | 2     |
| ------------------------- | ------- | --------------------- | ----- | ----- |
| Maccabi Harazim Ramat Gan | 15 – 39 | Atlético Madrid       | 08–18 | 07–21 |
| TuS Eintracht Minden      | 26 – 23 | IL Vestar             | 16–13 | 10–10 |
| Neistin Tórshavn          | 26 – 44 | Ruch Chorzów          | 09–21 | 17–23 |
| TJ Inter Bratislava       | 41 – 32 | CSKA Sofia            | 25–16 | 16–16 |
| Spartak Kyiv              | 56 – 25 | Paris Université Club | 28–11 | 28–14 |
| Radnički Belgrado         | 35 – 31 | Frederiksberg IF      | 21–17 | 14–14 |
| Borlänge HK               | 26 – 40 | SC Leipzig            | 10–17 | 16–23 |
| Hellas                    | 15 – 60 | Vasas Budapest        | 11–27 | 04–33 |

## Kwartfinale
| Team 1               | Score   | Team 2              | 1     | 2     |
| -------------------- | ------- | ------------------- | ----- | ----- |
| SC Leipzig           | 69 – 27 | Atlético Madrid     | 33–14 | 36–13 |
| Radnički Belgrado    | 24 – 25 | Vasas Budapest      | 12–09 | 12–16 |
| TuS Eintracht Minden | 26 – 25 | TJ Inter Bratislava | 17–11 | 09–14 |
| Ruch Chorzów         | 28 – 31 | Spartak Kyiv        | 20–15 | 08–16 |

## Halve finale
| Team 1       | Score   | Team 2               | 1     | 2     |
| ------------ | ------- | -------------------- | ----- | ----- |
| SC Leipzig   | 26 – 33 | Vasas Budapest       | 13–14 | 13–19 |
| Spartak Kyiv | 41 – 21 | TuS Eintracht Minden | 19–07 | 22–14 |

## Finale
Finale wedstrijd 1
| 22 april 1979 | Vasas Budapest | 17 – 13 | Spartak Kyiv | Boedapest, Hongarije |
| 22 april 1979 |                |         |              | Boedapest, Hongarije |
| 22 april 1979 |                |         |              | Boedapest, Hongarije |

Finale wedstrijd 2
| 28 april 1979 | Spartak Kyiv | 14 – 09 | Vasas Budapest | Kiev, Sovjet-Unie |
| 28 april 1979 |              |         |                | Kiev, Sovjet-Unie |
| 28 april 1979 |              |         |                | Kiev, Sovjet-Unie |

Totale stand
|  | Vasas Budapest | 26 – 27 | Spartak Kyiv |  |
|  |                |         |              |  |
|  |                |         |              |  |

|              |
|              |
|              |
| Spartak Kyiv |
| 7ste titel   |